# Seleção Nicaraguense de Futebol
A Seleção Nicaraguense de Futebol representa a Nicarágua nas competições de futebol da FIFA.
É um time de poucas glórias, já que nunca jogou uma Copa do Mundo em sua história. Em 17 de outubro de 1975, Los Pinoleros sofreram a maior goleada da história da Seleção Brasileira, 14-0, nos Jogos Pan-americanos da Cidade do México. Tal resultado é também a maior derrota já sofrida pela equipe.
Um fato curioso sobre esta seleção é que no dia 8 de janeiro de 2008 esteve no Brasil, mais precisamente em Nova Friburgo para disputar um amistoso contra o Friburguense que se preparava para o Campeonato Carioca daquele ano no Estádio Eduardo Guinle e sofreu uma derrota acachapante de 9 a 0 para o modesto time da região serrana fluminense.

## Desempenho em Copas
- 1930 a 1990: Não se inscreveu
- 1994 a 2018: Não se classificou

## Desempenho na Copa Ouro / Campeonato da CONCACAF
- 1963 - Primeira Fase
- 1965 - Não se classificou
- 1967 - Sexto lugar
- 1969 - Não se inscreveu
- 1971 a 1973 - Não se classificou
- 1977 a 1989 - Não se inscreveu
- 1991 a 2007 - Não se classificou
- 2009 - Primeira Fase
- 2011 a 2015 - Não se classificou
- 2017 - Primeira Fase
- 2019 - Primeira Fase

## Recordes
1. 1 2 3  «Ranking Mundial da FIFA/Coca-Cola» (em inglês). FIFA.com. 25 de agosto de 2022. Consultado em 27 de setembro de 2022